# Xoriço
El xoriço és un embotit curat cru i dessecat de color vermell característic, la versió picant del xoriç de la península Ibèrica i de Llatinoamèrica preparada principalment amb carn de porc amb pebre vermell (que és l'element més distintiu del xoriço davant d'altres salsitxes).
El xoriço és especialment conegut en la seua variant basca: El xoriço de Pamplona, preparat amb carn molt finament picada. Altres varietats són el xoriço de Cantimpalos, poble de la província de Segòvia així com el de Salamanca, el de La Rioja i el de Potes (Cantàbria), Requena (País Valencià). A diversos pobles, com ara La Bañeza (Lleó) i Cantimpalos, se celebra una Feria del Chorizo. Tot i que hi ha moltíssimes receptes i combinacions culinàries amb xoriço, és segur que no cap en la paella valenciana com va palesar després d'un polèmic recepte publicat pel cuiner anglès Jamie Oliver. Tampoc es pot vendre sobrassada com «paté de xoriço».

## Recepta
En un anònim castellà del segle xvi titulat Manual de mugeres en el qual se contienen muchas y diversas reçeutas muy buenas (Manual de dones el qual conté moltes i diverses receptes molt bones) es detalla la «Receta para hacer chorizos» (Recepta per a fer xoriços):
| «                                                                                         | castellà: Carne de puerco magra y gorda picada, harina muy cernida, ajos mondados, clavos molidos, vino blanco, sal la que fuere menester. Amasarlo todo con el vino y después de masado, dejarlo en un vaso cubierto un día natural. Y después henchir las tripas de vaca o puerco, cual quisiéredes, de esta masa y ponerlas a secar al humo. | català: Carn de porc magra i gruixuda capolada, farina molt cernuda, alls pelats, claus molts, vi blanc, de sal la que s'hagi de menester. Amasseu-ho tot amb el vi i després deixeu-ho en un got cobert un dia natural. I després embotiu les tripes de vaca o porc d'aquesta massa i poseu-les a assecar al fum. | » |
| — Anònim, Manual de mugeres en el qual se contienen muchas y diversas reçeutas muy buenas | | |   |

## En les arts
- Xoriço de Xoriços (2014), curtmetratge de Ferriol Tugues[8]